# Fair Union
Fair Union är ett begrepp som används av en del fackförbund för att beskriva ett medvetet arbete för mänskliga och fackliga rättigheter, både i Sverige och internationellt. Begreppet "Fair Union" användes för första gången av fackförbundet Vision 2007.
Begreppet handlar bland annat om ett aktivt internationellt arbete för demokrati och mänskliga rättigheter och samarbete med internationella fackliga organisationer.

## Svenska fackförbund som kallar sig för Fair Union
- Sveriges Lärare[1]
- Vision[2]
- Vårdförbundet[3]